# Maluma World Tour 2017
El Maluma World Tour 2017 es la segunda gira del cantante colombiano Maluma, la que se puede considerar una extensión de su predecesora Pretty Boy, Dirty Boy World Tour. Comenzó el 3 de febrero de 2017 en Villa María y concluyó el 15 de diciembre del mismo año en la Ciudad de México.

## Antecedentes y desarrollo
En 2016, Maluma se embarcaría en su primera gira musical, la cual vendió más de 800,000 entradas tan solo en Latinoamérica, además lanzaría colaboraciones con Ricky Martin y Shakira, elevando al colombiano a su mejor momento comercial hasta la fecha. Ello le llevaría a anunciar una nueva gira por todo el año 2017, la que comenzaría en Estados Unidos.
Por otro lado, anunciaría su segunda gira por Europa, incluyendo esta vez nueve ciudades españolas durante septiembre de 2017, sumando, por primera vez, ocho ciudades fuera del país ibérico.

## Repertorio
El siguiente listado de canciones fue presentado en Ciudad de México el 20 de mayo de 2017, no representa la totalidad de la gira.
1. «Nadie sabe»
2. «Borró cassette»
3. «Sin contrato»
4. «El perdedor»
5. «Vente pa'ca»
6. «Me llamas»
7. «Vuelo hacia el olvido»
8. «Pretextos» / «Ya no es niña» / «Una aventura»
9. «Tengo un amor»
10. «La temperatura»
11. «La curiosidad»
12. «Desde esa noche»
13. «Chantaje»
14. «La bicicleta»
15. «Party Animal»
16. «Carnaval»

Encore
1. «Felices los cuatro»
2. «Cuatro babys»

## Fechas
| Fecha (2017)      | Ciudad                 | País                 | Recinto                              | Telonero(s)    |
| América Latina    | América Latina         | América Latina       | América Latina                       | América Latina |
| ----------------- | ---------------------- | -------------------- | ------------------------------------ | -------------- |
| 3 de febrero      | Villa María            | Argentina            | Anfiteatro de Villa María            | Festival       |
| 5 de febrero      | General Roca           | Argentina            | Predio Ferial                        | Festival       |
| 15 de febrero     | Buenos Aires           | Argentina            | Anfiteatro Municipal de Baradero     | ―              |
| 17 de febrero     | Calafate               | Argentina            | Anfiteatro del Bosque                | Festival       |
| 24 de febrero     | Viña del Mar           | Chile                | Anfiteatro de la Quinta Vergara      | Festival       |
| América del Norte |                        |                      |                                      |                |
| 2 de marzo        | McAllen                | Estados Unidos       | State Farm Arena                     | ―              |
| 3 de marzo        | Houston                | Estados Unidos       | Revention Music Center               | ―              |
| 4 de marzo        | El Paso                | Estados Unidos       | El Paso County Coliseum              | ―              |
| 5 de marzo        | Dallas                 | Estados Unidos       | Majestic Theatre                     | ―              |
| 9 de marzo        | Orlando                | Estados Unidos       | House of Blues                       | ―              |
| 10 de marzo       | Miami                  | Estados Unidos       | The Fillmore                         | ―              |
| 11 de marzo       | Miami                  | Estados Unidos       | The Fillmore                         | ―              |
| 12 de marzo       | Atlanta                | Estados Unidos       | Fox Theatre                          | ―              |
| 16 de marzo       | Chicago                | Estados Unidos       | Rosemont Theatre                     | ―              |
| 17 de marzo       | Nueva York             | Estados Unidos       | Hammerstein Ballroom                 | ―              |
| 18 de marzo       | Washington D. C.       | Estados Unidos       | EagleBank Arena                      | ―              |
| 19 de marzo       | Boston                 | Estados Unidos       | House of Blues                       | ―              |
| 23 de marzo       | Phoenix                | Estados Unidos       | Comerica Theatre                     | ―              |
| 24 de marzo       | Las Vegas              | Estados Unidos       | The Chelsea                          | ―              |
| 25 de marzo       | San José               | Estados Unidos       | City National Civic                  | ―              |
| 26 de marzo       | Los Ángeles            | Estados Unidos       | Microsoft Theater                    | ―              |
| América Latina    |                        |                      |                                      |                |
| 12 de abril       | San José               | Guatemala            | Puerto San José                      | Festival       |
| 13 de abril       | Puerto Vallarta        | México               | Hard Rock                            | ―              |
| 15 de abril       | Cancún                 | México               | Oasis Arena                          | ―              |
| 18 de abril       | Aguascalientes         | México               | Plaza Monumental de Aguscalientes    | ―              |
| 11 de mayo        | Morelia                | México               | Plaza Monumental de Morelia          | ―              |
| 12 de mayo        | Cuernavaca             | México               | Jardines de México                   | ―              |
| 13 de mayo        | Tijuana                | México               | Estadio Gasmart                      | ―              |
| 14 de mayo        | Mexicali               | México               | Explanada Fex                        | ―              |
| 17 de mayo        | Guadalajara            | México               | Auditorio Telmex                     | ―              |
| 18 de mayo        | Monterrey              | México               | Arena Monterrey                      | ―              |
| 19 de mayo        | Tampico                | México               | Expo Tampico                         | ―              |
| 20 de mayo        | Ciudad de México       | México               | Arena Ciudad de México               | ―              |
| 21 de mayo        | Querétaro              | México               | Estadio Municipal                    | ―              |
| 17 de junio       | La Romana              | República Dominicana | Anfiteatro Altos de Chavón           | ―              |
| 23 de junio       | Portoviejo             | Ecuador              | Centro de Eventos la Esperanza       | ―              |
| 24 de junio       | Machala                | Ecuador              | Colegio 9 de octubre                 | ―              |
| 1 de julio        | Oranjestad             | Aruba                | Harbor Square Arena                  | Festival       |
| 2 de julio        | Goiânia                | Brasil               | Estacionamento Estádio Serra Dourada | Festival       |
| 13 de julio       | Durango                | México               | Estadio Francisco Zarco              | ―              |
| 1 de agosto       | Ciudad de México       | México               | Plaza México                         | ―              |
| 16 de agosto      | San Antonio            | Costa Rica           | Centro de Eventos Pedregal           | ―              |
| 30 de agosto      | Santiago               | Chile                | Movistar Arena                       | ―              |
| 31 de agosto      | Santiago               | Chile                | Movistar Arena                       | ―              |
| 1 de septiembre   | Santiago               | Chile                | Movistar Arena                       | ―              |
| 2 de septiembre   | Villa Mercedes         | Argentina            | Estadio Único de Villa Mercedes      | ―              |
| 3 de septiembre   | San Juan               | Argentina            | Estadio Abierto Parque de Mayo       | ―              |
| Europa            |                        |                      |                                      |                |
| 8 de septiembre   | Tenerife               | España               | Recinto Portuario                    | Festival       |
| 9 de septiembre   | Las Palmas             | España               | Anexo Estadio de Gran Canaria        | Festival       |
| 13 de septiembre  | Bilbao                 | España               | Bilbao Exhibition Centre             | Critika y Saik |
| 15 de septiembre  | Santiago de Compostela | España               | Multiusos Fontes do Sar              | Critika y Saik |
| 17 de septiembre  | Barcelona              | España               | Palau Sant Jordi                     | Critika y Saik |
| 20 de septiembre  | Madrid                 | España               | WiZink Center                        | Critika y Saik |
| 22 de septiembre  | Murcia                 | España               | Plaza de Toros de Murcia             | Critika y Saik |
| 23 de septiembre  | Málaga                 | España               | Auditorio Municipal de Málaga        | Critika y Saik |
| 24 de septiembre  | Sevilla                | España               | Auditorio Rocío Jurado               | Critika y Saik |
| 26 de septiembre  | Londres                | Reino Unido          | Shepherd's Bush Empire               | ―              |
| 28 de septiembre  | Ámsterdam              | Países Bajos         | AFAS Live                            | ―              |
| 30 de septiembre  | París                  | Francia              | Zénith                               | ―              |
| 2 de octubre      | Dusseldorf             | Alemania             | ISS Dome                             | ―              |
| 3 de octubre      | Ulm                    | Alemania             | Ratiopharm Arena                     | ―              |
| 6 de octubre      | Milán                  | Italia               | PalaYamamay                          | ―              |
| 7 de octubre      | Nápoles                | Italia               | Palapartenope                        | ―              |
| 12 de octubre     | Tel Aviv               | Israel               | Live Park                            | ―              |
| América Latina    |                        |                      |                                      |                |
| 19 de octubre     | Ciudad de Panamá       | Panamá               | Centro de Convenciones Amador        | ―              |
| 20 de octubre     | Guadalajara            | México               | Palenque                             | Festival       |
| 21 de octubre     | Guadalajara            | México               | Palenque                             | Festival       |
| 27 de octubre     | Quito                  | Ecuador              | Coliseo General Rumiñahui            | ―              |
| 28 de octubre     | Guayaquil              | Ecuador              | Centro de Convenciones               | ―              |
| 3 de noviembre    | Santo Domingo          | República Dominicana | Estadio Olímpico Félix Sánchez       | Festival       |
| 9 de noviembre    | Sao Paulo              | Brasil               | Espaço das Américas                  | ―              |
| 10 de noviembre   | Río de Janeiro         | Brasil               | Vivo Rio                             | ―              |
| 11 de noviembre   | Brasilia               | Brasil               | NET Live Brasilia                    | ―              |
| 25 de noviembre   | Córdoba                | Argentina            | Orfeo Superdomo                      | ―              |
| 26 de noviembre   | Rosario                | Argentina            | Hipódromo de Rosario                 | ―              |
| 28 de noviembre   | Tucumán                | Argentina            | Estadio José Fierro                  | ―              |
| 29 de noviembre   | Salta                  | Argentina            | Estadio Delmi                        | Piso 21        |
| 1 de diciembre    | Buenos Aires           | Argentina            | Hipódromo de Palermo                 | Miss Bolivia   |
| 2 de diciembre    | Santa Fe               | Argentina            | Estadio Gigante de Ciudadela         | ―              |
| 3 de diciembre    | Buenos Aires           | Argentina            | Hipódromo de Palermo                 | Jimena Barón   |
| 4 de diciembre    | Montevideo             | Uruguay              | Velódromo de Montevideo              | ―              |
| 9 de diciembre    | Boca del Río           | México               | Estadio Pirata Fuente                | ―              |
| 12 de diciembre   | León                   | México               | Megavelaria                          | ―              |
| 13 de diciembre   | Monterrey              | México               | Arena Monterrey                      | ―              |
| 15 de diciembre   | Ciudad de México       | México               | Arena Ciudad de México               | ―              |

## Fechas canceladas
| Fecha                | Ciudad | País   | Recinto        | Motivo                 |
| -------------------- | ------ | ------ | -------------- | ---------------------- |
| 8 de octubre de 2017 | Roma   | Italia | Atlantico Live | Sobreventa de entradas |